# Liga dos Campeões da Europa de Voleibol Feminino de 2023-24
A Liga dos Campeões da Europa de Voleibol Feminino de 2023-24 foi a sexagésima quarta edição da principal competição de clubes de voleibol feminino da Europa, organizada pela CEV iniciada com as qualificatórias, fase realizada no período de 10 a 25 de outubro de 2023 com 8 participantes e o torneio principal previsto de 7 de novembro de 2023 a 5 de maio de 2024 com 20 equipes disputando o título, totalizando 28 clubes participantes, qualificando o time campeão para a edição do Campeonato Mundial de Clubes de Voleibol Feminino de 2024. 
O Imoco Volley Conegliano conquistou seu bicampeonato ao derrotar na final o Vero Volley Milano. A oposta Isabelle Haak foi nomeada como melhor jogadora da competição.

## Formato de disputa
As equipes foram distribuídas proporcionalmente em cinco grupos onde todos os times (com dois jogos em mando de quadra e dois jogos como visitante). Os cinco times que encerraram esta fase em primeiro de seus grupos qualificaram-se para os playoffs e mais os três melhores segundo colocados nesta etapa.
A classificação foi determinada pelo número de partidas ganhas. Em caso de empate no número de partidas ganhas por duas ou mais equipes, sua classificação foi baseada nos seguintes critérios:
- resultado de pontos (placar de 3-0 ou 3-1 garantiu três pontos para a equipe vencedora e nenhum para a equipe derrotada; já o placar de 3-2 garantiu dois pontos para a equipe vencedora e um para a perdedora);
- quociente de set (o número total de sets ganhos dividido pelo número total de sets perdidos);
- quociente de pontos (o número total de pontos marcados dividido pelo número total de pontos perdidos);
- resultados de confrontos diretos entre as equipes em questão.

A fase de Playoffs reuniu as oito melhores equipes da fase anterior, sendo as primeiras colocadas de cada grupo e três melhores segunda colocadas, e disputaram a fase de quartas de final, com jogos de idade e volta, obedecendo os critérios de pontuação (resultado de pontos), no caso de empate, disputaram o "Golden Set". A fase semifinal reuniu as quatro equipes classificadas com jogos de ida e volta, com Golden set, as duas melhores equipes desta fase disputaram a final, sendo disputada em jogo único.

## Equipes participantes
Um total de 20 equipes participaram no torneio principal, com 18 clubes oriundos das vagas diretas destinada aos melhores ranqueados conforme ranking das Copas Europeias, as 2 equipes restantes foram oriundas da fase qualificatória. As seguintes equipes foram qualificadas para a disputa do torneio principal da Liga dos Campeões da Europa de 2023-24:
| Equipe                    | País     | Qualificação    |
| ------------------------- | -------- | --------------- |
| Fenerbahçe SK Istambul    | Turquia  | Vaga direta     |
| Eczacıbaşı VitrA          | Turquia  | Vaga direta     |
| VakıfBank SK Istambul     | Turquia  | Vaga direta     |
| Imoco Volley Conegliano   | Itália   | Vaga direta     |
| Vero Volley Milano        | Itália   | Vaga direta     |
| Scandicci Savino Del Bene | Itália   | Vaga direta     |
| ŁKS Łódź                  | Polónia  | Vaga direta     |
| Developres Rzeszów        | Polónia  | Vaga direta     |
| Budowlani Łódź            | Polónia  | Vaga direta     |
| Volero Le Cannet          | França   | Vaga direta     |
| ASPTT Mulhouse            | França   | Vaga direta     |
| Allianz MTV Stuttgart     | Alemanha | Vaga direta     |
| SC Potsdam                | Alemanha | Vaga direta     |
| Maritza Plovdiv           | Bulgária | Vaga direta     |
| SC Prometey               | Ucrânia  | Vaga direta     |
| Vasas SC                  | Hungria  | Vaga direta     |
| Jedinstvo Stara Pazova    | Sérvia   | Vaga direta     |
| CSM Volei Alba-Blaj       | Roménia  | Qualificatórias |
| Asterix Avo Beveren       | Bélgica  | Qualificatórias |

## Sorteio dos grupos
O sorteio foi realizado em 19 de julho de 2023 em Luxemburgo (cidade).

## Fase de grupos
|  | Classificado para as quartas de final                               |
|  | As três melhores segundas colocadas avançam as pré-quartas de final |
|  | Qualificadas para as quartas de final da Copa CEV 2023–24           |

- Todas partidas em horário local.

### Grupo A
Classificação
|     |                        |     | Jogos | Jogos | Jogos | Resultados | Resultados | Resultados | Resultados | Resultados | Resultados | Sets | Sets | Sets  | Pontos | Pontos | Pontos |
| Pos | Equipe                 | Pts | T     | V     | D     | 3–0        | 3–1        | 3–2        | 2–3        | 1–3        | 0–3        | V    | P    | R     | V      | P      | R      |
| --- | ---------------------- | --- | ----- | ----- | ----- | ---------- | ---------- | ---------- | ---------- | ---------- | ---------- | ---- | ---- | ----- | ------ | ------ | ------ |
| 1   | Vero Volley Milano     | 16  | 6     | 5     | 1     | 4          | 1          | 0          | 1          | 0          | 0          | 17   | 4    | 4.250 | 492    | 366    | 1.344  |
| 2   | VakıfBank SK Istanbul  | 14  | 6     | 5     | 1     | 4          | 0          | 1          | 0          | 0          | 1          | 15   | 5    | 3,000 | 480    | 424    | 1.132  |
| 3   | Jedinstvo Stara Pazova | 5   | 6     | 2     | 4     | 0          | 1          | 1          | 0          | 1          | 3          | 7    | 15   | 0.467 | 427    | 495    | 0.863  |
| 4   | ASPTT Mulhouse         | 1   | 6     | 0     | 6     | 0          | 0          | 0          | 1          | 2          | 3          | 4    | 18   | 0.222 | 412    | 526    | 0.783  |

Resultados
| Data       | Hora  |                        | Placar |                        | Set 1 | Set 2 | Set 3 | Set 4 | Set 5 | Total  | Relatório |
| ---------- | ----- | ---------------------- | ------ | ---------------------- | ----- | ----- | ----- | ----- | ----- | ------ | --------- |
| 08/11/2023 | 19:30 | VakıfBank SK Istanbul  | 3–0    | ASPTT Mulhouse         | 25–22 | 25–13 | 29–27 |       |       | 79–62  | Relatório |
| 09/11/2023 | 20:00 | Vero Volley Milano     | 3–0    | Jedinstvo Stara Pazova | 25–15 | 25–16 | 25–20 |       |       | 75–51  | Relatório |
| 14/11/2023 | 21:00 | ASPTT Mulhouse         | 0–3    | Vero Volley Milano     | 11–25 | 12–25 | 22–25 |       |       | 45–75  | Relatório |
| 15/11/2023 | 19:00 | Jedinstvo Stara Pazova | 0–3    | VakıfBank SK Istanbul  | 15–25 | 17–25 | 14–25 |       |       | 46–75  | Relatório |
| 29/11/2023 | 19:00 | Jedinstvo Stara Pazova | 3–2    | ASPTT Mulhouse         | 21–25 | 25–20 | 21–25 | 25–18 | 15–4  | 107–92 | Relatório |
| 29/11/2023 | 19:30 | VakıfBank SK Istanbul  | 0–3    | Vero Volley Milano     | 17–25 | 17–25 | 16–25 |       |       | 50–75  | Relatório |
| 06/12/2023 | 19:30 | VakıfBank SK Istanbul  | 3–1    | Jedinstvo Stara Pazova | 25–22 | 21–25 | 25–19 | 25–17 |       | 96–83  | Relatório |
| 06/12/2023 | 20:00 | Vero Volley Milano     | 3–1    | ASPTT Mulhouse         | 25–18 | 18–25 | 25–16 | 25–13 |       | 93–72  | Relatório |
| 09/01/2024 | 19:00 | ASPTT Mulhouse         | 0–3    | VakıfBank SK Istanbul  | 22–25 | 20–25 | 17–25 |       |       | 59–75  | Relatório |
| 10/01/2024 | 19:00 | Vero Volley Milano     | 0–3    | Jedinstvo Stara Pazova | 14–25 | 16–25 | 13–25 |       |       | 43–75  | Relatório |
| 16/01/2024 | 19:00 | ASPTT Mulhouse         | 1–3    | Jedinstvo Stara Pazova | 25–22 | 20–25 | 15–25 | 22–25 |       | 82–97  | Relatório |
| 16/01/2024 | 20:00 | Vero Volley Milano     | 2–3    | VakıfBank SK Istanbul  | 20–25 | 17–25 | 25–22 | 25–18 | 12–15 | 99–105 | Relatório |

### Grupo B
Classificação
|     |                           |     | Jogos | Jogos | Jogos | Resultados | Resultados | Resultados | Resultados | Resultados | Resultados | Sets | Sets | Sets  | Pontos | Pontos | Pontos |
| Pos | Equipe                    | Pts | T     | V     | D     | 3–0        | 3–1        | 3–2        | 2–3        | 1–3        | 0–3        | V    | P    | R     | V      | P      | R      |
| --- | ------------------------- | --- | ----- | ----- | ----- | ---------- | ---------- | ---------- | ---------- | ---------- | ---------- | ---- | ---- | ----- | ------ | ------ | ------ |
| 1   | Scandicci Savino Del Bene | 18  | 6     | 6     | 0     | 4          | 2          | 0          | 0          | 0          | 0          | 18   | 2    | 9,000 | 493    | 377    | 1.308  |
| 2   | Eczacıbaşı VitrA          | 12  | 6     | 4     | 2     | 3          | 1          | 0          | 0          | 2          | 0          | 14   | 7    | 2,000 | 503    | 441    | 1.141  |
| 3   | Vasas SC                  | 4   | 6     | 1     | 5     | 1          | 0          | 0          | 1          | 1          | 3          | 6    | 15   | 0.400 | 416    | 483    | 0.861  |
| 4   | Maritza Plovdiv           | 2   | 6     | 1     | 5     | 0          | 0          | 1          | 0          | 0          | 5          | 3    | 17   | 0.176 | 358    | 469    | 0.763  |

Resultados
| Data       | Hora  |                           | Placar |                           | Set 1 | Set 2 | Set 3 | Set 4 | Set 5 | Total  | Relatório |
| ---------- | ----- | ------------------------- | ------ | ------------------------- | ----- | ----- | ----- | ----- | ----- | ------ | --------- |
| 08/11/2023 | 19:00 | Eczacıbaşı VitrA          | 3–0    | Vasas SC                  | 27–25 | 25–21 | 25–17 |       |       | 77–63  | Relatório |
| 08/11/2023 | 20:00 | Scandicci Savino Del Bene | 3–0    | Maritza Plovdiv           | 25–15 | 25–14 | 25–11 |       |       | 75–40  | Relatório |
| 15/11/2023 | 19:00 | Vasas SC                  | 0–3    | Scandicci Savino Del Bene | 18–25 | 18–25 | 22–25 |       |       | 58–75  | Relatório |
| 16/11/2023 | 19:00 | Maritza Plovdiv           | 0–3    | Eczacıbaşı VitrA          | 13–25 | 16–25 | 20–25 |       |       | 49–75  | Relatório |
| 29/11/2023 | 19:00 | Vasas SC                  | 2–3    | Maritza Plovdiv           | 25–22 | 17–25 | 18–25 | 25–14 | 8–15  | 93–101 | Relatório |
| 29/11/2023 | 20:00 | Scandicci Savino Del Bene | 3–1    | Eczacıbaşı VitrA          | 25–14 | 25–27 | 27–25 | 25–23 |       | 102–89 | Relatório |
| 05/12/2023 | 19:00 | Eczacıbaşı VitrA          | 3–0    | Maritza Plovdiv           | 25–19 | 25–20 | 25–19 |       |       | 75–58  | Relatório |
| 06/12/2023 | 18:30 | Scandicci Savino Del Bene | 3–0    | Vasas SC                  | 25–14 | 25–19 | 25–15 |       |       | 75–48  | Relatório |
| 10/01/2024 | 19:00 | Vasas SC                  | 1–3    | Eczacıbaşı VitrA          | 15–25 | 16–25 | 25–20 | 22–25 |       | 78–95  | Relatório |
| 10/01/2024 | 19:00 | Maritza Plovdiv           | 0–3    | Scandicci Savino Del Bene | 20–25 | 14–25 | 16–25 |       |       | 50–75  | Relatório |
| 16/01/2024 | 17:00 | Eczacıbaşı VitrA          | 1–3    | Scandicci Savino Del Bene | 23–25 | 21–25 | 25–16 | 23–25 |       | 92–91  | Relatório |
| 16/01/2024 | 19:00 | Maritza Plovdiv           | 0–3    | Vasas SC                  | 24–26 | 19–25 | 17–25 |       |       | 60–76  | Relatório |

### Grupo C
Classificação
|     |                        |     | Jogos | Jogos | Jogos | Resultados | Resultados | Resultados | Resultados | Resultados | Resultados | Sets | Sets | Sets  | Pontos | Pontos | Pontos |
| Pos | Equipe                 | Pts | T     | V     | D     | 3–0        | 3–1        | 3–2        | 2–3        | 1–3        | 0–3        | V    | P    | R     | V      | P      | R      |
| --- | ---------------------- | --- | ----- | ----- | ----- | ---------- | ---------- | ---------- | ---------- | ---------- | ---------- | ---- | ---- | ----- | ------ | ------ | ------ |
| 1   | Fenerbahçe SK Istambul | 18  | 6     | 6     | 0     | 6          | 0          | 0          | 0          | 0          | 0          | 18   | 0    | MAX   | 451    | 331    | 1.363  |
| 2   | SC Potsdam             | 11  | 6     | 4     | 2     | 2          | 1          | 1          | 0          | 0          | 2          | 12   | 9    | 1.333 | 463    | 457    | 1.013  |
| 3   | Budowlani Łódź         | 6   | 6     | 2     | 4     | 1          | 1          | 0          | 0          | 1          | 3          | 7    | 13   | 0.538 | 427    | 461    | 0.926  |
| 4   | OK Kamnik              | 1   | 6     | 0     | 6     | 0          | 0          | 0          | 1          | 1          | 4          | 3    | 18   | 0.167 | 409    | 501    | 0.816  |

Resultados
| Data       | Hora  |                        | Placar |                        | Set 1 | Set 2 | Set 3 | Set 4 | Set 5 | Total   | Relatório |
| ---------- | ----- | ---------------------- | ------ | ---------------------- | ----- | ----- | ----- | ----- | ----- | ------- | --------- |
| 07/11/2023 | 18:00 | Budowlani Łódź         | 0–3    | SC Potsdam             | 21–25 | 18–25 | 24–26 |       |       | 63–76   | Relatório |
| 07/11/2023 | 19:00 | Fenerbahçe SK Istambul | 3–0    | OK Kamnik              | 25–16 | 25–18 | 25–19 |       |       | 75–53   | Relatório |
| 14/11/2023 | 18:00 | OK Kamnik              | 1–3    | Budowlani Łódź         | 22–25 | 25–14 | 18–25 | 17–25 |       | 82–89   | Relatório |
| 14/11/2023 | 19:00 | SC Potsdam             | 0–3    | Fenerbahçe SK Istambul | 18–25 | 20–25 | 19–25 |       |       | 57–75   | Relatório |
| 28/11/2023 | 20:30 | Budowlani Łódź         | 0–3    | Fenerbahçe SK Istambul | 24–26 | 18–25 | 19–25 |       |       | 61–76   | Relatório |
| 30/11/2023 | 18:00 | OK Kamnik              | 2–3    | SC Potsdam             | 25–18 | 23–25 | 18–25 | 25–23 | 14–16 | 105–107 | Relatório |
| 06/12/2023 | 19:00 | Fenerbahçe SK Istambul | 3–0    | SC Potsdam             | 25–13 | 25–19 | 25–15 |       |       | 75–47   | Relatório |
| 06/12/2023 | 20:30 | Budowlani Łódź         | 3–0    | OK Kamnik              | 25–22 | 25–17 | 25–17 |       |       | 75–56   | Relatório |
| 10/01/2024 | 20:30 | SC Potsdam             | 3–1    | Budowlani Łódź         | 20–25 | 25–16 | 26–24 | 25–18 |       | 96–83   | Relatório |
| 11/01/2024 | 18:00 | OK Kamnik              | 0–3    | Fenerbahçe SK Istambul | 21–25 | 17–25 | 19–25 |       |       | 57–75   | Relatório |
| 16/01/2024 | 19:00 | SC Potsdam             | 3–0    | OK Kamnik              | 30–28 | 25–10 | 25–18 |       |       | 80–56   | Relatório |
| 16/01/2024 | 20:00 | Fenerbahçe SK Istambul | 3–0    | Budowlani Łódź         | 25–20 | 25–19 | 25–17 |       |       | 75–56   | Relatório |

### Grupo D
Classificação
|     |                         |     | Jogos | Jogos | Jogos | Resultados | Resultados | Resultados | Resultados | Resultados | Resultados | Sets | Sets | Sets  | Pontos | Pontos | Pontos |
| Pos | Equipe                  | Pts | T     | V     | D     | 3–0        | 3–1        | 3–2        | 2–3        | 1–3        | 0–3        | V    | P    | R     | V      | P      | R      |
| --- | ----------------------- | --- | ----- | ----- | ----- | ---------- | ---------- | ---------- | ---------- | ---------- | ---------- | ---- | ---- | ----- | ------ | ------ | ------ |
| 1   | Imoco Volley Conegliano | 18  | 6     | 6     | 0     | 3          | 3          | 0          | 0          | 0          | 0          | 18   | 3    | 6,000 | 516    | 384    | 1.344  |
| 2   | Allianz MTV Stuttgart   | 9   | 6     | 3     | 3     | 0          | 2          | 1          | 1          | 1          | 1          | 12   | 13   | 0.923 | 504    | 466    | 1.082  |
| 3   | Developres Rzeszów      | 9   | 6     | 3     | 3     | 0          | 2          | 1          | 1          | 2          | 0          | 13   | 13   | 1,000 | 543    | 572    | 0.949} |
| 4   | Asterix Avo Beveren     | 0   | 6     | 0     | 6     | 0          | 0          | 0          | 0          | 2          | 4          | 2    | 18   | 0.111 | 357    | 498    | 0.717  |

Resultados
| Data       | Hora  |                         | Placar |                         | Set 1 | Set 2 | Set 3 | Set 4 | Set 5 | Total   | Relatório |
| ---------- | ----- | ----------------------- | ------ | ----------------------- | ----- | ----- | ----- | ----- | ----- | ------- | --------- |
| 07/11/2023 | 20:30 | Imoco Volley Conegliano | 3–0    | Asterix Avo Beveren     | 27–25 | 25–16 | 25–16 |       |       | 77–57   | Relatório |
| 07/11/2023 | 20:30 | Developres Rzeszów      | 3–2    | Allianz MTV Stuttgart   | 23–25 | 26–24 | 17–25 | 25–23 | 15–12 | 106–109 | Relatório |
| 15/11/2023 | 19:00 | Allianz MTV Stuttgart   | 1–3    | Imoco Volley Conegliano | 25–21 | 19–25 | 20–25 | 18–25 |       | 82–96   | Relatório |
| 16/11/2023 | 20:00 | Asterix Avo Beveren     | 1–3    | Developres Rzeszów      | 19–25 | 24–26 | 25–22 | 14–25 |       | 82–98   | Relatório |
| 28/11/2023 | 20:00 | Asterix Avo Beveren     | 0–3    | Allianz MTV Stuttgart   | 20–25 | 18–25 | 16–25 |       |       | 54–75   | Relatório |
| 29/11/2023 | 20:30 | Developres Rzeszów      | 1–3    | Imoco Volley Conegliano | 15–25 | 15–25 | 25–17 | 26–28 |       | 81–95   | Relatório |
| 05/12/2023 | 20:30 | Imoco Volley Conegliano | 3–0    | Allianz MTV Stuttgart   | 25–19 | 25–15 | 25–23 |       |       | 75–57   | Relatório |
| 07/12/2023 | 18:00 | Developres Rzeszów      | 3–1    | Asterix Avo Beveren     | 25–23 | 25–16 | 23–25 | 25–18 |       | 98–82   | Relatório |
| 10/01/2024 | 19:00 | Allianz MTV Stuttgart   | 3–2    | Developres Rzeszów      | 21–25 | 20–25 | 25–19 | 25–14 | 15–9  | 106–92  | Relatório |
| 11/01/2024 | 20:00 | Asterix Avo Beveren     | 0–3    | Imoco Volley Conegliano | 11–25 | 14–25 | 14–25 |       |       | 39–75   | Relatório |
| 16/01/2024 | 19:00 | Allianz MTV Stuttgart   | 3–0    | Asterix Avo Beveren     | 25–14 | 25–13 | 25–16 |       |       | 75–43   | Relatório |
| 16/01/2024 | 20:30 | Imoco Volley Conegliano | 3–1    | Developres Rzeszów      | 25–16 | 23–25 | 25–16 | 25–11 |       | 98–68   | Relatório |

### Grupo E
Classificação
|     |                     |     | Jogos | Jogos | Jogos | Resultados | Resultados | Resultados | Resultados | Resultados | Resultados | Sets | Sets | Sets  | Pontos | Pontos | Pontos |
| Pos | Equipe              | Pts | T     | V     | D     | 3–0        | 3–1        | 3–2        | 2–3        | 1–3        | 0–3        | V    | P    | R     | V      | P      | R      |
| --- | ------------------- | --- | ----- | ----- | ----- | ---------- | ---------- | ---------- | ---------- | ---------- | ---------- | ---- | ---- | ----- | ------ | ------ | ------ |
| 1   | ŁKS Łódź            | 11  | 6     | 4     | 2     | 2          | 0          | 2          | 1          | 1          | 0          | 15   | 10   | 1.500 | 555    | 530    | 1.047  |
| 2   | SC Prometey         | 9   | 6     | 3     | 3     | 0          | 2          | 1          | 1          | 0          | 2          | 11   | 13   | 0.846 | 525    | 525    | 1,000  |
| 3   | Volero Le Cannet    | 8   | 6     | 3     | 3     | 1          | 0          | 2          | 1          | 1          | 1          | 12   | 13   | 0.923 | 525    | 536    | 0.979  |
| 4   | CSM Volei Alba Blaj | 8   | 6     | 2     | 4     | 1          | 1          | 0          | 2          | 1          | 1          | 11   | 13   | 0.846 | 514    | 528    | 0.973  |

Resultados
| Data       | Hora  |                     | Placar |                     | Set 1 | Set 2 | Set 3 | Set 4 | Set 5 | Total   | Relatório |
| ---------- | ----- | ------------------- | ------ | ------------------- | ----- | ----- | ----- | ----- | ----- | ------- | --------- |
| 07/11/2023 | 20:00 | Volero Le Cannet    | 3–0    | SC Prometey         | 25–20 | 25–22 | 25–20 |       |       | 75–62   | Relatório |
| 08/11/2023 | 20:30 | ŁKS Łódź            | 1–3    | CSM Volei Alba Blaj | 23–25 | 25–19 | 29–31 | 17–25 |       | 94–100  | Relatório |
| 15/11/2023 | 18:00 | SC Prometey         | 0–3    | ŁKS Łódź            | 20–25 | 17–25 | 23–25 |       |       | 60–75   | Relatório |
| 15/11/2023 | 18:00 | CSM Volei Alba Blaj | 2–3    | Volero Le Cannet    | 18–25 | 25–22 | 25–15 | 20–25 | 13–15 | 101–102 | Relatório |
| 29/11/2023 | 19:00 | CSM Volei Alba Blaj | 2–3    | SC Prometey         | 23–25 | 25–21 | 25–18 | 18–25 | 8–15  | 99–104  | Relatório |
| 30/11/2023 | 20:30 | Volero Le Cannet    | 3–2    | ŁKS Łódź            | 23–25 | 25–18 | 25–15 | 20–25 | 15–7  | 108–90  | Relatório |
| 05/12/2023 | 18:00 | ŁKS Łódź            | 3–2    | SC Prometey         | 25–23 | 22–25 | 28–26 | 23–25 | 15–10 | 113–109 | Relatório |
| 05/12/2023 | 20:00 | Volero Le Cannet    | 0–3    | CSM Volei Alba Blaj | 23–25 | 24–26 | 15–25 |       |       | 62–76   | Relatório |
| 11/01/2024 | 18:00 | CSM Volei Alba Blaj | 0–3    | ŁKS Łódź            | 16–25 | 20–25 | 14–25 |       |       | 50–75   | Relatório |
| 11/01/2024 | 18:00 | SC Prometey         | 3–1    | Volero Le Cannet    | 25–20 | 25–13 | 24–26 | 25–16 |       | 99–75   | Relatório |
| 16/01/2024 | 18:00 | SC Prometey         | 3–1    | CSM Volei Alba Blaj | 25–22 | 25–20 | 16–25 | 25–21 |       | 91–88   | Relatório |
| 16/01/2024 | 20:30 | ŁKS Łódź            | 3–2    | Volero Le Cannet    | 19–25 | 25–21 | 24–26 | 25–20 | 15–11 | 108–103 | Relatório |

## Playoffs
- Todas partidas em horário local.
- Com a punição imposta pela CEV, todos os times russos foram excluídos da competição. Sendo assim, os times que enfrentariam os

russos avançaram automaticamente.
- Critérios de classificação:

1) Vitória por 3 a 0 ou 3 a 1 - soma-se 3 pontos ao vencedor 
2) Vitória por 3 a 2 - soma-se 2 pontos ao vencedor e 1 ponto ao perdedor 
3) Golden set - disputado em caso de igualdade de pontos
Chaveamento
| Pré-quartas de final | Pré-quartas de final  | Pré-quartas de final | Pré-quartas de final | Pré-quartas de final |  |  | Quartas de final | Quartas de final          | Quartas de final | Quartas de final | Quartas de final |  |  | Semifinais | Semifinais              | Semifinais | Semifinais | Semifinais |  |  | Final | Final                   | Final |
|                      |                       |                      |                      |                      |  |  |                  |                           |                  |                  |                  |  |  |            |                         |            |            |            |  |  |       |                         |       |
| 2A                   | VakıfBank SK Istanbul | 3                    | 3                    | 6                    |  |  |                  |                           |                  |                  |                  |  |  |            |                         |            |            |            |  |  |       |                         |       |
| 3D                   | Developres Rzeszów    | 0                    | 0                    | 0                    |  |  | 1D               | Imoco Volley Conegliano   | 3                | 3                | 6                |  |  |            |                         |            |            |            |  |  |       |                         |       |
|                      |                       |                      |                      |                      |  |  | 2A               | VakıfBank SK Istanbul     | 1                | 1                | 0                |  |  |            |                         |            |            |            |  |  |       |                         |       |
|                      |                       |                      |                      |                      |  |  |                  |                           |                  |                  |                  |  |  | 1D         | Imoco Volley Conegliano | 3          | 3          | 5          |  |  |       |                         |       |
| 2B                   | Eczacıbaşı VitrA      | 3                    | 3                    | 6                    |  |  |                  |                           |                  |                  |                  |  |  | 2B         | Eczacıbaşı VitrA        | 2          | 1          | 1          |  |  |       |                         |       |
| 2E                   | SC Prometey           | 0                    | 1                    | 0                    |  |  | 1B               | Scandicci Savino Del Bene | 2                | 2                | 2                |  |  |            |                         |            |            |            |  |  |       |                         |       |
|                      |                       |                      |                      |                      |  |  | 2B               | Eczacıbaşı VitrA          | 3                | 3                | 4                |  |  |            |                         |            |            |            |  |  |       |                         |       |
|                      |                       |                      |                      |                      |  |  |                  |                           |                  |                  |                  |  |  |            |                         |            |            |            |  |  | 1D    | Imoco Volley Conegliano | 3     |
|                      |                       |                      |                      |                      |  |  |                  |                           |                  |                  |                  |  |  |            |                         |            |            |            |  |  | 1A    | Vero Volley Milano      | 2     |
|                      |                       |                      |                      |                      |  |  | 1A               | Vero Volley Milano        | 3                | 3                | 6                |  |  |            |                         |            |            |            |  |  |       |                         |       |
|                      |                       |                      |                      |                      |  |  | 1E               | ŁKS Łódź                  | 1                | 0                | 0                |  |  |            |                         |            |            |            |  |  |       |                         |       |
|                      |                       |                      |                      |                      |  |  |                  |                           |                  |                  |                  |  |  | 1C         | Fenerbahçe SK Istambul  | 0          | 3          | 3          |  |  |       |                         |       |
| 2C                   | SC Potsdam            | 0                    | 0                    | 0                    |  |  |                  |                           |                  |                  |                  |  |  | 1A         | Vero Volley Milano      | 3          | 1          | 3*         |  |  |       |                         |       |
| 2D                   | Allianz MTV Stuttgart | 3                    | 3                    | 6                    |  |  | 1C               | Fenerbahçe SK Istambul    | 2                | 3                | 4                |  |  |            |                         |            |            |            |  |  |       |                         |       |
|                      |                       |                      |                      |                      |  |  | 2D               | Allianz MTV Stuttgart     | 3                | 1                | 2                |  |  |            |                         |            |            |            |  |  |       |                         |       |
|                      |                       |                      |                      |                      |  |  |                  |                           |                  |                  |                  |  |  |            |                         |            |            |            |  |  |       |                         |       |

## Pré-quartas de final
| Equipe 1              | Total | Equipe 2              | 1.º jogo | 2.º jogo |
| --------------------- | ----- | --------------------- | -------- | -------- |
| VakıfBank SK Istanbul | 6 – 0 | Developres Rzeszów    | 3 – 0    | 3 – 0    |
| Eczacıbaşı VitrA      | 6 – 0 | SC Prometey           | 3 – 0    | 3 – 1    |
| SC Potsdam            | 0 – 6 | Allianz MTV Stuttgart | 0 – 3    | 0 – 3    |

#### Jogos de ida
| Data       | Hora  |                       | Placar |                       | Set 1 | Set 2 | Set 3 | Set 4 | Set 5 | Total | Relatório |
| ---------- | ----- | --------------------- | ------ | --------------------- | ----- | ----- | ----- | ----- | ----- | ----- | --------- |
| 30/01/2024 | 20:30 | Developres Rzeszów    | 0–3    | VakıfBank SK Istanbul | 20–25 | 12–25 | 26–28 |       |       | 58–78 | Relatório |
| 01/02/2024 | 18:00 | SC Prometey           | 0–3    | Eczacıbaşı VitrA      | 15–25 | 13–25 | 16–25 |       |       | 44–75 | Relatório |
| 01/02/2024 | 19:00 | Allianz MTV Stuttgart | 3–0    | SC Potsdam            | 25–18 | 27–25 | 25–19 |       |       | 77–62 | Relatório |

#### Jogos de volta
| Data       | Hora  |                       | Placar |                       | Set 1 | Set 2 | Set 3 | Set 4 | Set 5 | Total | Relatório |
| ---------- | ----- | --------------------- | ------ | --------------------- | ----- | ----- | ----- | ----- | ----- | ----- | --------- |
| 08/02/2024 | 19:30 | VakıfBank SK Istanbul | 3–0    | Developres Rzeszów    | 25–12 | 25–18 | 25–23 |       |       | 75–53 | Relatório |
| 07/02/2024 | 17:00 | Eczacıbaşı VitrA      | 3–1    | SC Prometey           | 25–20 | 25–15 | 23–25 | 25–16 |       | 98–76 | Relatório |
| 07/02/2024 | 19:00 | SC Potsdam            | 0–3    | Allianz MTV Stuttgart | 19–25 | 24–26 | 22–25 |       |       | 65–76 | Relatório |

### Quartas de final
| Equipe 1                  | Total | Equipe 2              | 1.º jogo | 2.º jogo |
| ------------------------- | ----- | --------------------- | -------- | -------- |
| Imoco Volley Conegliano   | 6 – 0 | VakıfBank SK Istanbul | 3 – 1    | 3 – 1    |
| Scandicci Savino Del Bene | 2 – 4 | Eczacıbaşı VitrA      | 2 – 3    | 2 – 3    |
| Vero Volley Milano        | 6 – 0 | ŁKS Łódź              | 3 – 1    | 3 – 0    |
| Fenerbahçe SK Istambul    | 4 – 2 | Allianz MTV Stuttgart | 2 – 3    | 3 – 1    |

#### Jogos de ida
| Data       | Hora  |                       | Placar |                           | Set 1 | Set 2 | Set 3 | Set 4 | Set 5 | Total   | Relatório |
| ---------- | ----- | --------------------- | ------ | ------------------------- | ----- | ----- | ----- | ----- | ----- | ------- | --------- |
| 20/02/2024 | 18:00 | ŁKS Łódź              | 1–3    | Vero Volley Milano        | 18–25 | 25–14 | 18–25 | 14–25 |       | 75–89   | Relatório |
| 20/02/2024 | 19:00 | Allianz MTV Stuttgart | 3–2    | Fenerbahçe SK Istambul    | 22–25 | 26–24 | 19–25 | 25–20 | 15–10 | 107–104 | Relatório |
| 20/02/2024 | 19:30 | VakıfBank SK Istanbul | 1–3    | Imoco Volley Conegliano   | 25–23 | 17–25 | 18–25 | 18–25 |       | 78–98   | Relatório |
| 21/02/2024 | 19:00 | Eczacıbaşı VitrA      | 3–2    | Scandicci Savino Del Bene | 23–25 | 25–21 | 24–26 | 25–17 | 15–10 | 112–99  | Relatório |

#### Jogos de volta
| Data       | Hora  |                           | Placar |                       | Set 1 | Set 2 | Set 3 | Set 4 | Set 5 | Total   | Relatório |
| ---------- | ----- | ------------------------- | ------ | --------------------- | ----- | ----- | ----- | ----- | ----- | ------- | --------- |
| 28/02/2024 | 20:00 | Scandicci Savino Del Bene | 2–3    | Eczacıbaşı VitrA      | 25–27 | 25–20 | 25–18 | 22–25 | 12–15 | 109–105 | Relatório |
| 28/02/2024 | 20:00 | Fenerbahçe SK Istambul    | 3–1    | Allianz MTV Stuttgart | 25–15 | 25–15 | 23–25 | 25–19 |       | 98–74   | Relatório |
| 29/02/2024 | 18:30 | Imoco Volley Conegliano   | 3–1    | VakıfBank SK Istanbul | 20–25 | 25–18 | 25–19 | 25–16 |       | 95–78   | Relatório |
| 29/02/2024 | 20:00 | Vero Volley Milano        | 3–0    | ŁKS Łódź              | 25–21 | 25–14 | 25–23 |       |       | 75–58   | Relatório |

### Semifinais
| Equipe 1                | Total          | Equipe 2           | 1.º jogo | 2.º jogo |
| ----------------------- | -------------- | ------------------ | -------- | -------- |
| Imoco Volley Conegliano | 5 – 1          | Eczacıbaşı VitrA   | 3 – 2    | 3 – 1    |
| Fenerbahçe SK Istambul  | 3–3 (11–15 gs) | Vero Volley Milano | 0 – 3    | 3 – 1    |

#### Jogos de ida
| Data      | Hora  |                         | Placar |                        | Set 1 | Set 2 | Set 3 | Set 4 | Set 5 | Total   | Relatório |
| --------- | ----- | ----------------------- | ------ | ---------------------- | ----- | ----- | ----- | ----- | ----- | ------- | --------- |
| 12/3/2024 | 20:00 | Vero Volley Milano      | 3–0    | Fenerbahçe SK Istambul | 25–21 | 27–25 | 25–20 |       |       | 77–66   | Relatório |
| 14/3/2024 | 20:30 | Imoco Volley Conegliano | 3–2    | Eczacıbaşı VitrA       | 26–28 | 20–25 | 25–14 | 25–22 | 18–16 | 114–105 | Relatório |

#### Jogos de volta
| Data       | Hora       |                        | Placar |                         | Set 1 | Set 2 | Set 3 | Set 4 | Set 5 | Total  | Relatório |
| ---------- | ---------- | ---------------------- | ------ | ----------------------- | ----- | ----- | ----- | ----- | ----- | ------ | --------- |
| 19/3/2024  | 20:00      | Fenerbahçe SK Istambul | 3–1    | Vero Volley Milano      | 25–15 | 26–28 | 25–22 | 25–23 |       | 101–88 | Relatório |
| Golden set | Golden set | Fenerbahçe SK Istambul | 11–15  | Vero Volley Milano      |       |       |       |       |       |        |           |
| 20/3/2024  | 19:00      | Eczacıbaşı VitrA       | 1–3    | Imoco Volley Conegliano | 17–25 | 15–25 | 26–24 | 16–25 |       | 74–99  | Relatório |

### Final
| Data     | Hora  |                         | Placar |                    | Set 1 | Set 2 | Set 3 | Set 4 | Set 5 | Total  | Relatório |
| -------- | ----- | ----------------------- | ------ | ------------------ | ----- | ----- | ----- | ----- | ----- | ------ | --------- |
| 5/5/2024 | 20:00 | Imoco Volley Conegliano | 3–2    | Vero Volley Milano | 25–15 | 23–25 | 25–19 | 19–25 | 15–9  | 107–93 | Relatório |

## Classificação final
| Posição        | Equipe                  |
| -------------- | ----------------------- |
|                | Imoco Volley Conegliano |
|                | Vero Volley Milano      |
| Semifinalistas | Fenerbahçe SK Istambul  |
| Semifinalistas | Eczacıbaşı VitrA        |

## Premiações
| Liga dos Campeões de 2023-24                |
| Itália                                      |
| ------------------------------------------- |
| Imoco Volley Conegliano Campeão (2° título) |